# Elmo Camões
Elmo de Araújo Camões, (Rio de Janeiro, 31 de janeiro de 1927 — São Paulo, 25 de janeiro de 2022) foi um administrador brasileiro. Casado com Maria Luiza Lages Camões.

## Biografia
Foi Funcionário do Banco do Brasil S.A. de 1946 a 1978, quando se aposentou; sendo que, no período de 1972 a 1978, esteve cedido, sem ônus, ao Banco do Estado de São Paulo SA. – BANESPA. Iniciou sua carreira no Banco do Brasil S.A. na agência de São Borja, RS, tendo trabalhado posteriormente nas Agências Central e Copacabana, no Rio de Janeiro. Atuou como Secretário de Gabinete do Departamento de Redesconto até 1960, chefiado pelo Diretor da Carteira Dr. Tancredo Neves. Como funcionário do Banco do Brasil S.A., colaborou em diversas missões oficiais do Governo Brasileiro.
No período de 1960 a 1963 foi gerente de Câmbio na Agência do Banco do Brasil S.A. em Assunção, Paraguai, quando fez parte da Comissão Mista desses países.
No período de 1963 a 1967 esteve como gerente de câmbio do Banco do Brasil S.A. em Montevidéu, Uruguai, onde participou de inúmeras reuniões de Associação Latino-Americana de Livre Comércio – ALALC.
Foi convidado para integrar a equipe de criação da Carteira de Câmbio do novo Banco Central do Brasil que nascia no Rio de Janeiro; nessa oportunidade representou o Banco Central, no IV Encontro sobre Assuntos Monetários em Buenos Aires,  Argentina e no VII Congresso Nacional dos Bancos em Brasília, DF. Realizou conferências sobre Câmbio e Comércio Exterior no BANESPA e na Companhia Vale do Rio Doce.
Em 1974, foi nomeado o primeiro gerente do BANESPA, na cidade de Nova Iorque nos Estados Unidos da América. Em Nova Iorque, foi diretor da Câmara de Comércio Brasil Estados Unidos e membro do Conselho Diretor do Institute Foreing Bank of New York.
De 1977 a 1978, foi Diretor reeleito da área internacional do BANESPA, ocasião em que participou da expansão da Instituição no exterior.
De 1978 a 1982, foi Presidente eleito da Câmara de Comércio Brasil x Paraguai.
Em 1981 assumiu a Presidência do Banco Sogeral S.A. no Brasil, organizando os negócios do Banco Société Générale no país. Na mesma ocasião, foi presidente do Forex Club Brasileiro (câmbio) em São Paulo e membro do Conselho Superior de Orientação da Federação Brasileira de Bancos (FEBRABAN). Atuou como diretor setorial da área internacional em Câmbio da FEBRABAN.
Em 1986 foi eleito presidente da Associação Brasileira de Bancos - ABBC, participando de diversos trabalhos visando à melhoria do Sistema Financeiro Nacional; nessa época, integrou o Conselho Monetário Nacional como representante dos bancos privados.
Em 1988 foi nomeado Presidente do Banco Central do Brasil . Na sua gestão, entre outras medidas de grande relevância para o sistema financeiro, instituíram-se os Bancos Múltiplos, o que simplificou o sistema proporcionando maior controle, o que contou com o apoio do Banco Mundial.
No final do ano de 1988 dois assuntos dominavam a política econômica: a conversão da dívida externa em investimento e a limitação dos juros reais ao máximo de 12% ao ano. Esta limitação, que antes havia sido estabelecida no Decreto nº 22.626, de 7 de abril de 1933 conhecida como Lei da Usura, foi repudiada por todos os setores da política nacional, em razão da alta inflação daquele momento. No entanto, veio a ser inserida na Constituição de 1988, mas se entendeu que para ser aplicada dependeria de regulamentação. Ainda em 1988, o Programa de Conversão da Dívida Externa e Investimento apresentou excelente resultado para o país. A dívida chegou a ser reduzida em mais de sete bilhões de dólares em apenas dez meses. Nesse período, foi criado o SISBACEN. Inicialmente destinado à liquidação de operações de câmbio, veio a abranger as operações de comércio exterior e, finalmente, todas as operações do Banco Central do Brasil.
Como presidente do BC integrou diversas missões oficiais aos Estados Unidos, Espanha, Portugal, Uruguai e Argentina; foi representante do Brasil no Conselho de Governadores do Banco Interamericano de Desenvolvimento e no Fundo Monetário Internacional.
Representou o Brasil no Fundo Financeiro da Bacia do Rio da Prata e no Fundo Internacional de Desenvolvimento Agrícola
Era o presidente da Seomac Participações Investimentos e Representações Ltda.

## Morte
Morreu em 25 de janeiro de 2022, em São Paulo, no hospital Santa Catarina, onde estava internado após ter contraído uma gripe, que evoluiu para um quadro de pneumonia, entretanto a causa da morte não foi divulgada.